# Молден (атол)
Молден (англ. Malden Island, в XIX столітті інколи вживалася назва Острів незалежності англ. Independence Island) — безлюдний атол у Тихому океані. Входить до островів Лайн, що належать Республіці Кірибаті. 

## Історія
На острові є доісторичні руїни полінезійського походження. 
Протягом 1865—1927 років на атолі видобувалося гуано та діяла належна до копальні вітрильна залізниця. 
В 1957-му острві став місцем випробування Великою Британією своєї перпшої водневої бомби. 
29 травня 1975 року острів Молден був оголошений морським заповідником, нині Молден — заповідник, місце гніздування морських птахів.

## Географія
Атол Молден лежить за 447 км на південь від екватора, за 2840 км на південь від Гонолулу (Гавайські острови) і за більш ніж 8000 км на захід від узбережжя Південної Америки. Найближчий острів Старбак лежить за 204 км на північний захід. Найближче населене місце — Пенрін, що лежить за 450 км на північний захід. Найближчий аеропорт — на острові Кіритіматі, що за 675 км на північний захід від атола. Інші найближчі острови — Джарвіс за 690 км, острів Восток за 713 км і острів Каролайн за 850 км.
Острів Молден має форму рівностороннього трикутника зі сторонами 8 км і облямований рифами. На сході атола — солона лагуна з острівцями, обмежена з усіх боків сушею (вузькі протоки є лише на півночі та сході лагуни). Площа острова — 39,3 км².
Атол низинний, найвища точка острова — 10 м. Вітри переважно східного напрямку.

## Клімат
Острів лежить у зоні, що характеризується посушливим різновидом вологого тропічного клімату. Найтепліший місяць — лютий із середньою температурою 28,9 °C (84 °F). Найхолодніший місяць — січень, із середньою температурою 27,8 °С (82 °F).
| Клімат Молдена          | Клімат Молдена | Клімат Молдена | Клімат Молдена | Клімат Молдена | Клімат Молдена | Клімат Молдена | Клімат Молдена | Клімат Молдена | Клімат Молдена | Клімат Молдена | Клімат Молдена | Клімат Молдена | Клімат Молдена |
| Показник                | Січ.           | Лют.           | Бер.           | Квіт.          | Трав.          | Черв.          | Лип.           | Серп.          | Вер.           | Жовт.          | Лист.          | Груд.          | Рік            |
| Середня температура, °C | 28             | 29             | 29             | 29             | 29             | 29             | 29             | 29             | 29             | 29             | 29             | 29             | 28             |
| Норма опадів, мм        | 13             | 8              | 61             | 104            | 108            | 44             | 34             | 40             | 20             | 11             | 8              | 6              | 457            |
| ----------------------- | -------------- | -------------- | -------------- | -------------- | -------------- | -------------- | -------------- | -------------- | -------------- | -------------- | -------------- | -------------- | -------------- |
| Джерело: Weatherbase    |                |                |                |                |                |                |                |                |                |                |                |                |                |